# Lagidium wolffsohni
Lagidium wolffsohni là một loài động vật có vú trong họ Chinchillidae, bộ Gặm nhấm. Loài này được Thomas mô tả năm 1907.

## Hình ảnh

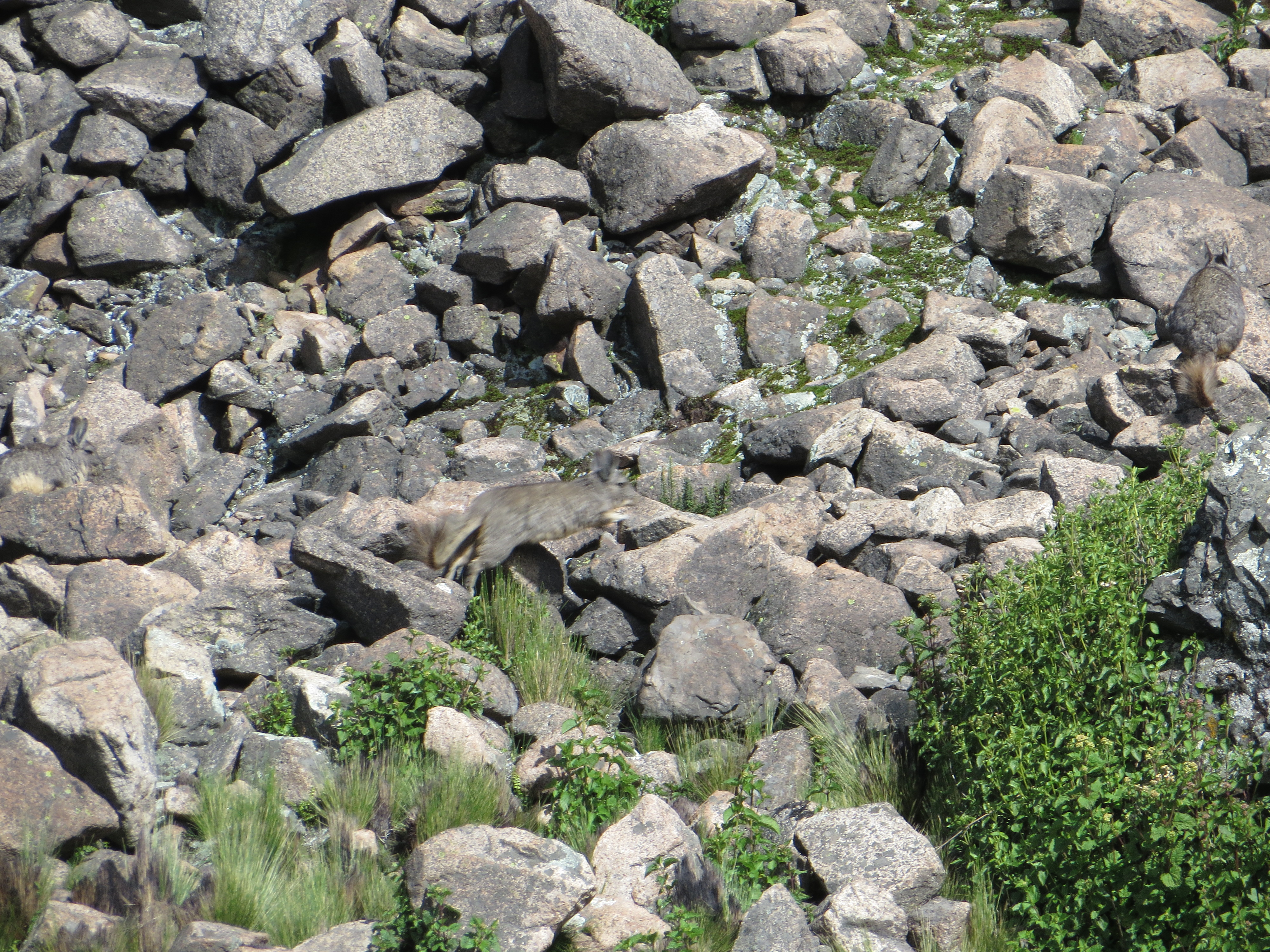
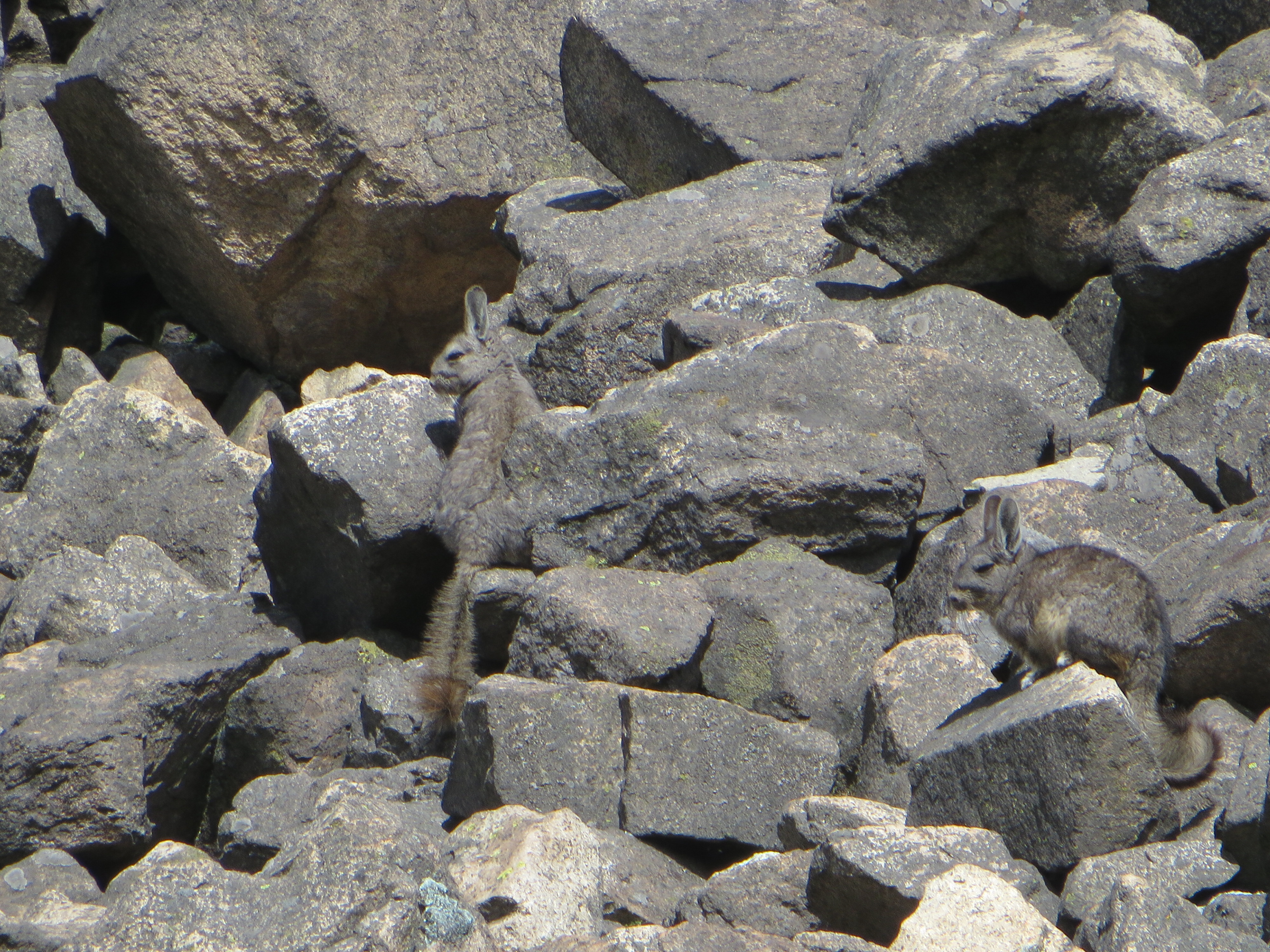